# Axel Kühn (Jazzbassist)
Axel Kühn (* 17. März 1981 in Tübingen) ist ein deutscher Jazzmusiker (Bass, Komposition) und Bandleader.

## Leben und Wirken
Kühn begann seine musikalische Laufbahn im Alter von zwölf Jahren an der Gitarre. Später spielte er E-Bass und wechselte im Alter von 17 Jahren dann zum Kontrabass. Von 2002 bis 2007 studierte Kühn im Studiengang Jazz und Popularmusik an der Hochschule für Musik und Darstellende Kunst Stuttgart.
Seit 2005 leitete Kühn seine eigene Jazz-Formation Kühntett (Bass: Axel Kühn, Sax: Alexander Kuhn, Drums: Marcel Gustke, Piano: Christoph Heckeler). Im Oktober 2006 wurde unter dem Namen The Contemporary Jazz Movement das Debütalbum veröffentlicht. Im Dezember 2006 war Axel Kühn mit dem Mahler Chamber Orchestra unter der Leitung von Daniel Harding auf Europatournee. Im Herbst 2008 erschien mit Image of My Soul sein zweites Album als Bandleader und im Juni 2011 sein drittes mit dem Titel Checkpoint Jazz. Dann war er mit den Gruppen Very Kühn Quartet (Album On the Run 2012 bei Enja) und dem Axel Kühn Trio (Open-Minded, 2014 bei Double Moon Records) aktiv. 2022 legte er im Axel Kühn Trio mit Ull Möck am Klavier und Eckhard Stromer am Schlagzeug das Album Lonely Poet mit Originalkompositionen vor.
Kühn konzertierte mit der Bobby Burgess Big Band Explosion, dem Jazz Ensemble Baden-Württemberg, Chris Gall, Max Greger Jr., Anne Sofie von Otter, Wolfgang Puschnig, Ulisses Rocha, Helen Schneider, Julian und Roman Wasserfuhr. Auch ist er auf Alben von Cassandra Steen, Anne Czichowsky, Daniel Prandl, Gee Hye Lee und Christoph Neuhaus zu hören.
An der Evangelischen Hochschule für Kirchenmusik Tübingen unterrichtet Axel Kühn Jazz- und Popmusik.

## Preise
- 2006 zweiter Platz des internationalen Biberacher Jazzpreises (mit Kühntett)
- 2007 zweiter Platz des internationalen Jazz Nachwuchswettbewerbes in Straubing (mit Kühntett)
- 2009 Jazzpreis Baden-Württemberg[2]
- 2009 1. Europäischer Burghauser Nachwuchs-Jazzpreis (mit Kühntett)